# Sawada Toshio

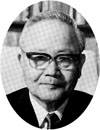
Sawada

Sawada Toshio (japanisch 澤田 敏男; geboren 4. Mai 1919 in Iga (Präfektur Mie); gestorben 18. Oktober 2017) war ein japanischer Fachmann für landwirtschaftliches Bauwesen.

## Leben und Wirken
Sawada Toshio wurde nach seinem Studium Lehrer an der „Okayama Hochschule für Landwirtschaft“ (岡山農業専門学校, Okayama nōgyō semmon gakkō), 1950 Assistenzprofessor an der Universität Kyōto und 1959 Professor. Von 1979 bis 1985 war er Präsident der Universität. Bei seinem Ausscheiden 1985 wurde er als „Meiyo Kyōju“ geehrt. Von 1980 bis 1982 war er Präsident der „Gesellschaft landwirtschaftliches Bauwesen“ (農業土木学会, Nōgyō doboku gakkai). 1989 wurde er Mitglied der Akademie der Wissenschaften.
Sawadas Arbeitsschwerpunkt war der richtige Einsatz von Gerölldämmen bzw. Betondämmen in der Wasserwirtschaft. Zu seinen Publikationen gehört „Technik der Einrichtung von Wassernutzungsanlagen“ (水利施設工学, Suiri shisetsu kōgaku).
1996 wurde Sawada als Person mit besonderen kulturellen Verdiensten geehrt und 2002 mit dem Kulturorden ausgezeichnet.